# شهرسازی طزره
شهرسازی طزره روستایی در دهستان دامنکوه بخش مرکزی شهرستان دامغان استان سمنان ایران است.

## جمعیت
بر پایه سرشماری عمومی نفوس و مسکن در سال ۱۳۹۵ جمعیت این روستا ۳۴ نفر (در ۱۰ خانوار) بوده است.